# Ksawerów Stary
Ksawerów Stary (prononciation : [ksaˈvɛruf ˈstarɨ]) est un village polonais de la gmina de Stromiec dans le powiat de Białobrzegi de la voïvodie de Mazovie dans le centre-est de la Pologne.
Il se situe à environ 5 kilomètres au nord-est de Stromiec (siège de la gmina), 14 kilomètres à l'est de Białobrzegi (siège du powiat) et à 62 kilomètres au sud de Varsovie (capitale de la Pologne).

## Histoire
De 1975 à 1998, le village appartenait administrativement à la voïvodie de Radom.